# Hypena rostralis
Hypena rostralis là một loài bướm đêm thuộc họ Noctuoidea. Nó được tìm thấy ở châu Âu.
Sải cánh dài 27–32 mm. Con trưởng thành bay làm hai đợt từ tháng 8 đến tháng 10 và again từ tháng 3 đến tháng 6.
Ấu trùng ăn hop.

## Hình ảnh

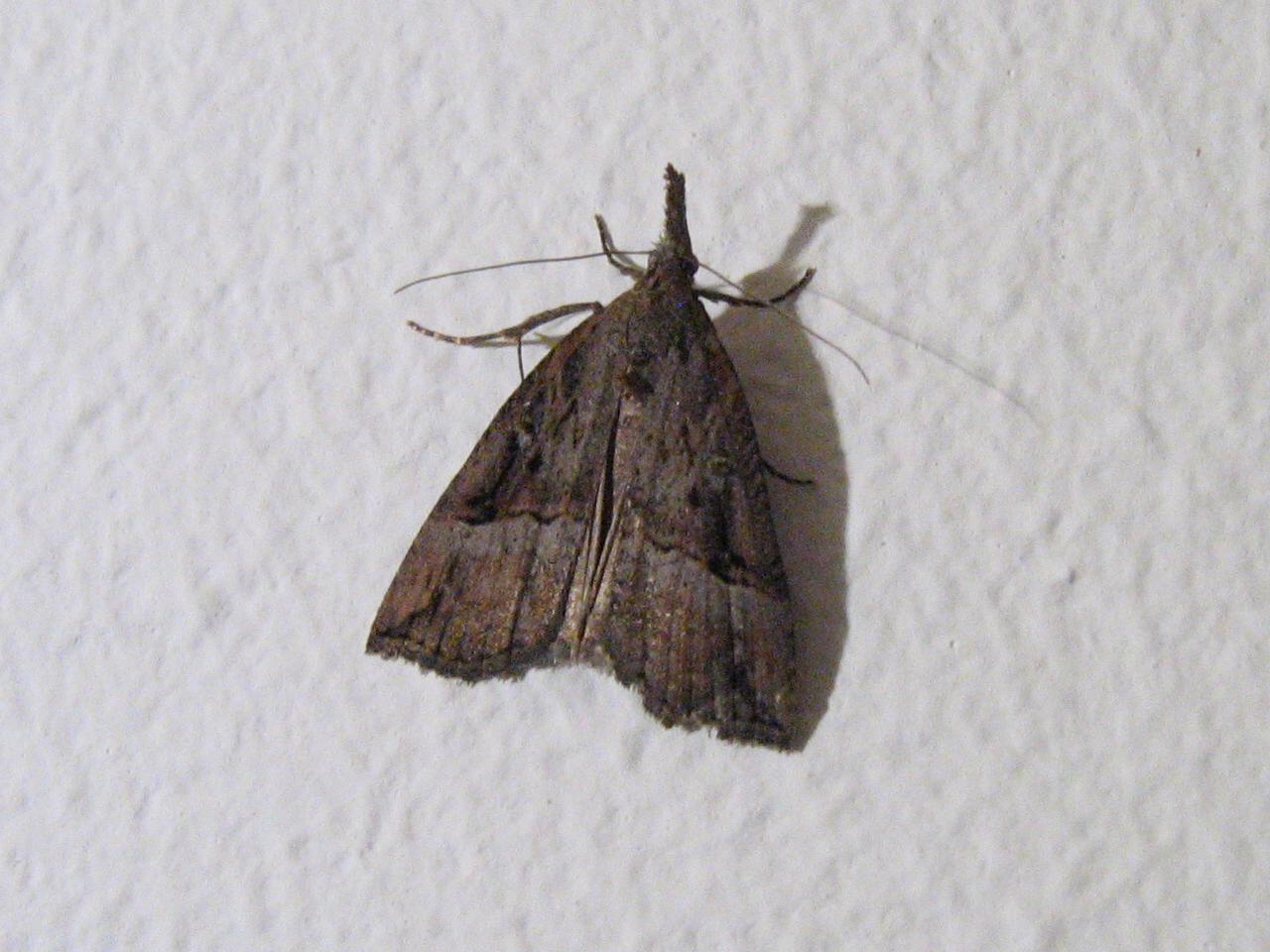
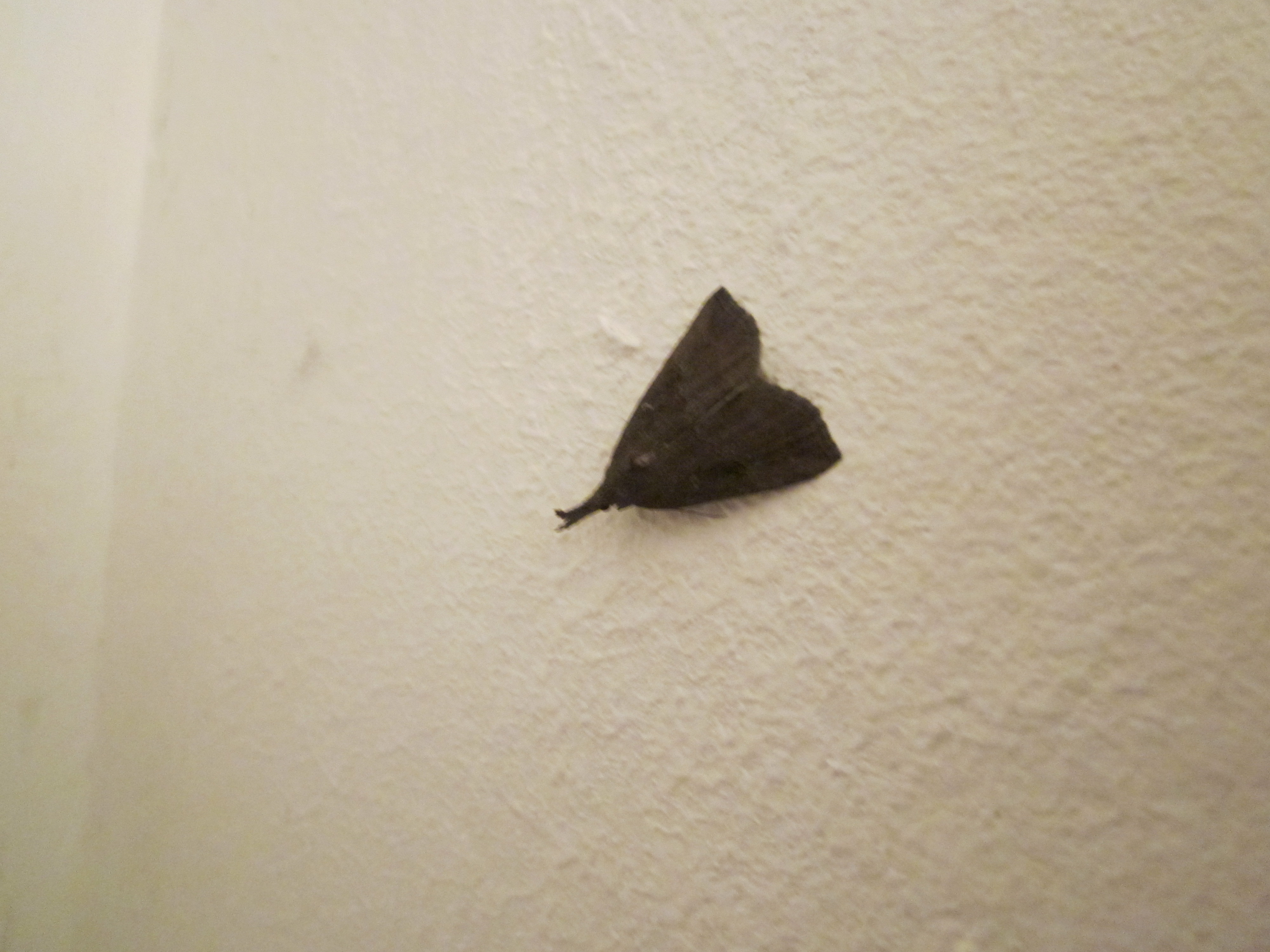
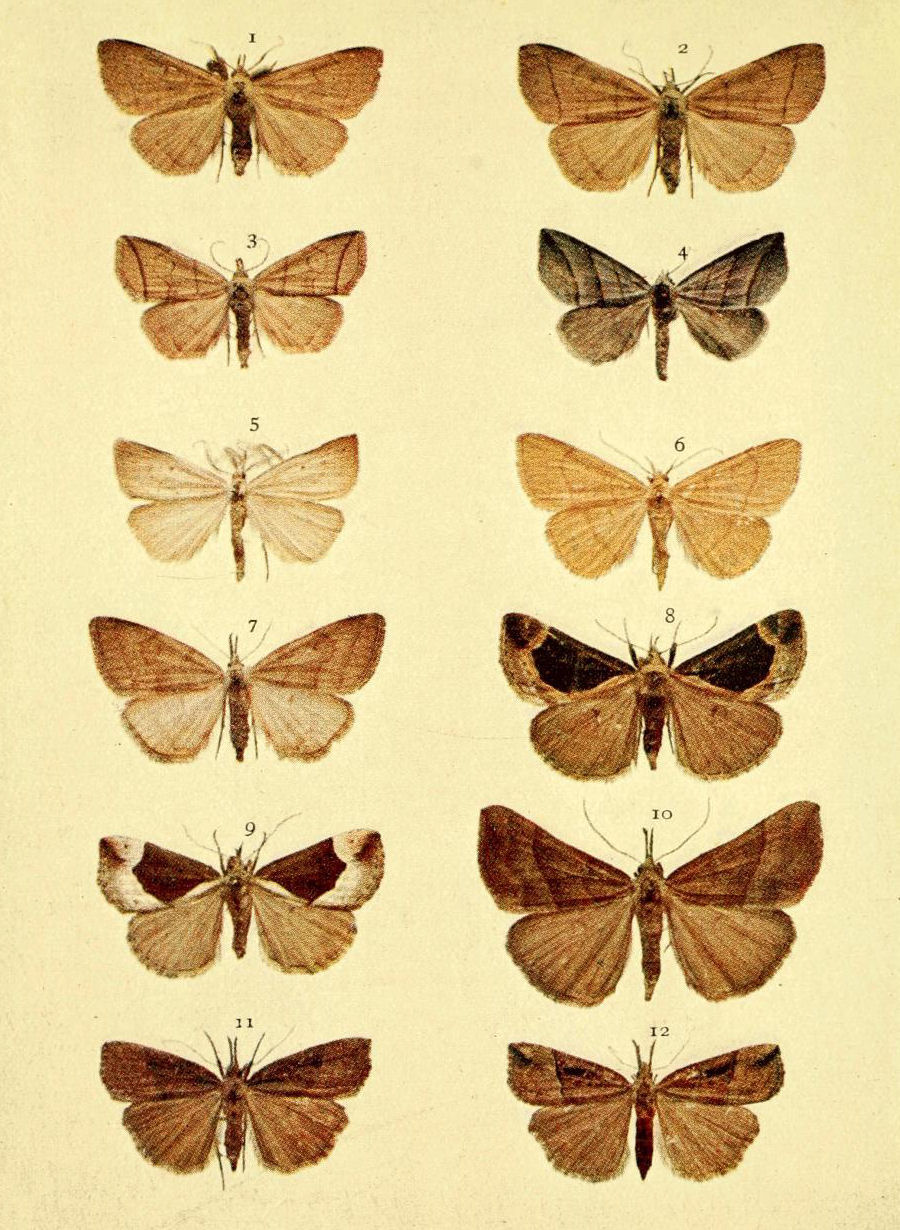
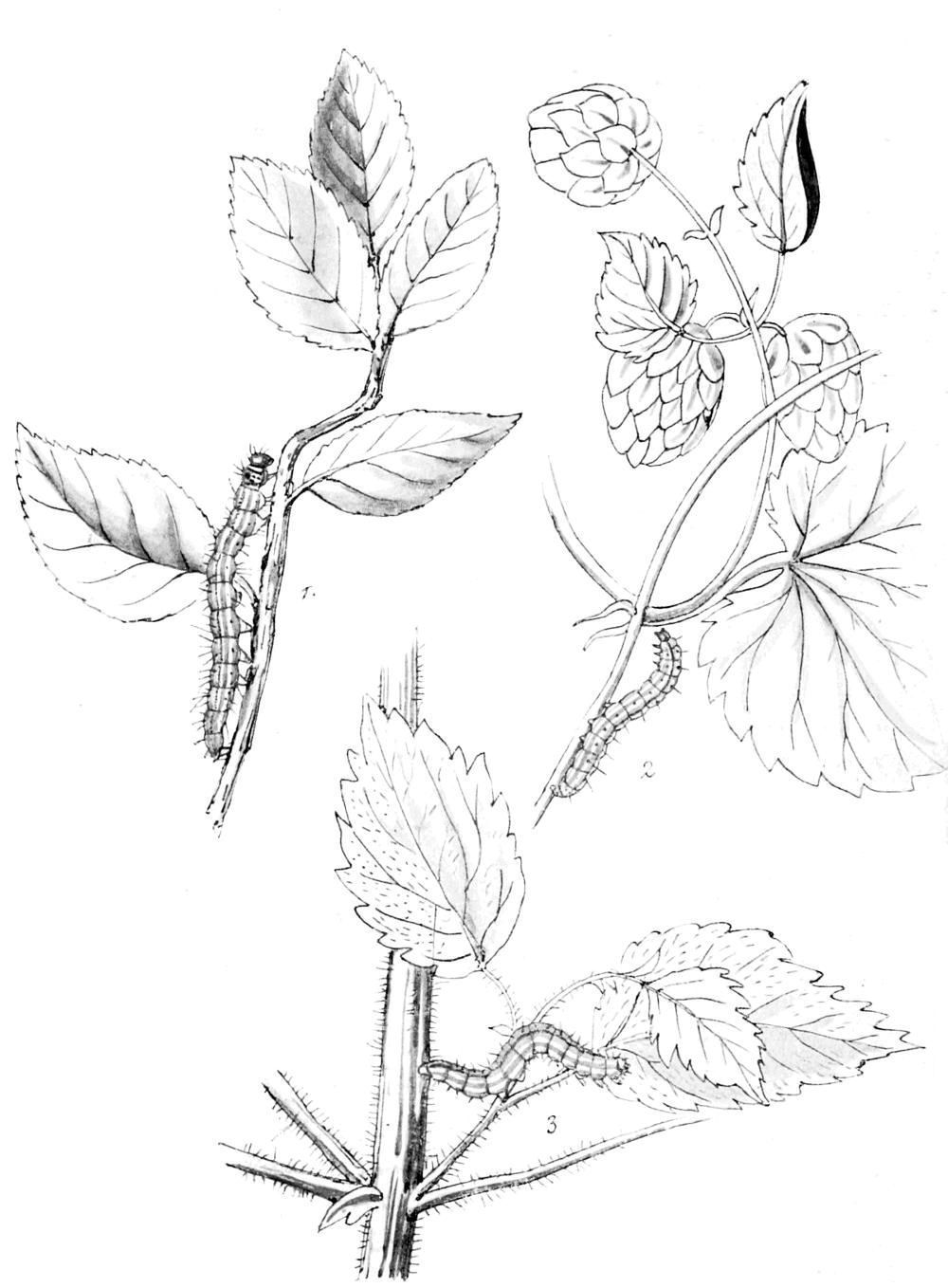
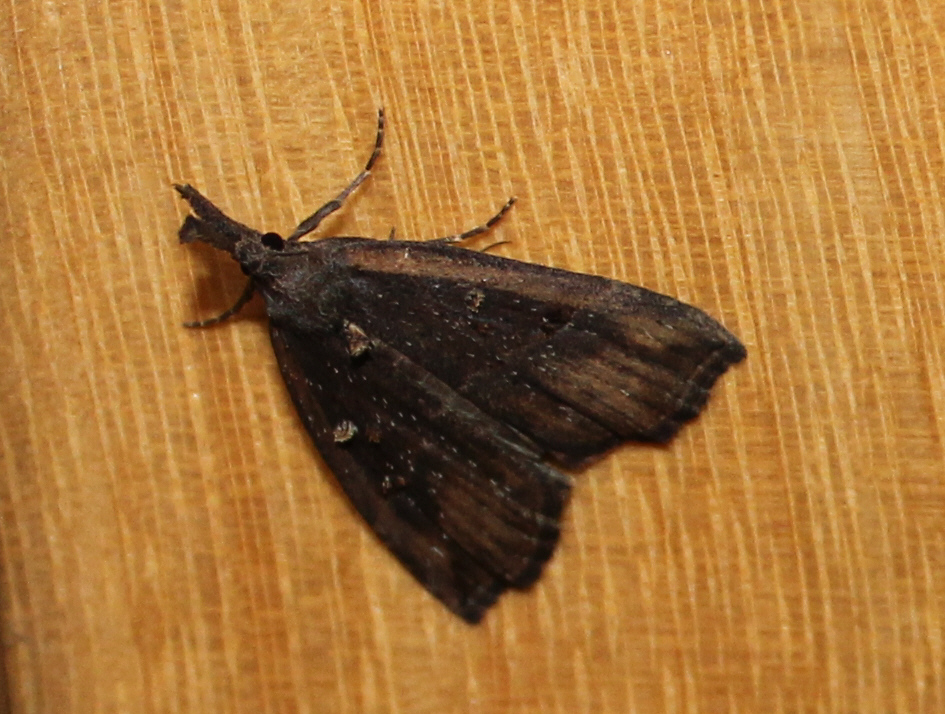